# 리만 구

복소해석학에서 리만 구(Riemann球, 영어: Riemann sphere)는 복소 구조를 가진 3차원 구이다. 기호는 {\displaystyle {\hat {\mathbb {C} }}}.

## 정의
2차원 구 {\displaystyle \mathbb {S} ^{2}} 위에 존재할 수 있는 복소 구조는 유일하다. 구에 이렇게 복소 구조를 부여하면 1차원 복소다양체(리만 곡면)을 이루게 된다. 이 리만 곡면을 리만 구라고 한다.
리만 구는 복소평면 {\displaystyle \mathbb {C} }에 무한대 {\displaystyle \infty }를 추가한 알렉산드로프 콤팩트화로 여길 수 있다. 즉, 두 복소국소좌표계 {\displaystyle z,\zeta \in \mathbb {C} } 사이에 추이사상(transition map)을 다음과 같이 준다.
{\displaystyle z\sim 1/\zeta }.
이와 같이 두 개의 복소평면을 이어붙여 얻는 복소다양체는 집합으로서 {\displaystyle \mathbb {C} \sqcup \{\infty \}}이고, 위상수학적으로 구이다. 따라서 이는 리만 구를 이루게 된다.

## 성질
사영기하학에서, 리만 구는 1차원 복소 사영 공간이다.
리만 구의 자기 동형 사상은 뫼비우스 변환이다.

## 같이 보기
- 공형기하학
- 비조화비
- 데생당팡
- 스미스 차트